# Polystira florencae
Polystira florencae é uma espécie de gastrópode do gênero Polystira, pertencente a família Turridae.